# Toyota Premio
Toyota Premio (укр. Тойота Преміо) — передньопривідний автомобіль, що випускався компанією Toyota на спільній платформі з автомобілем Toyota Allion. Автомобіль прийшов на заміну Toyota Corona.

## Перше покоління (T240; 2001)

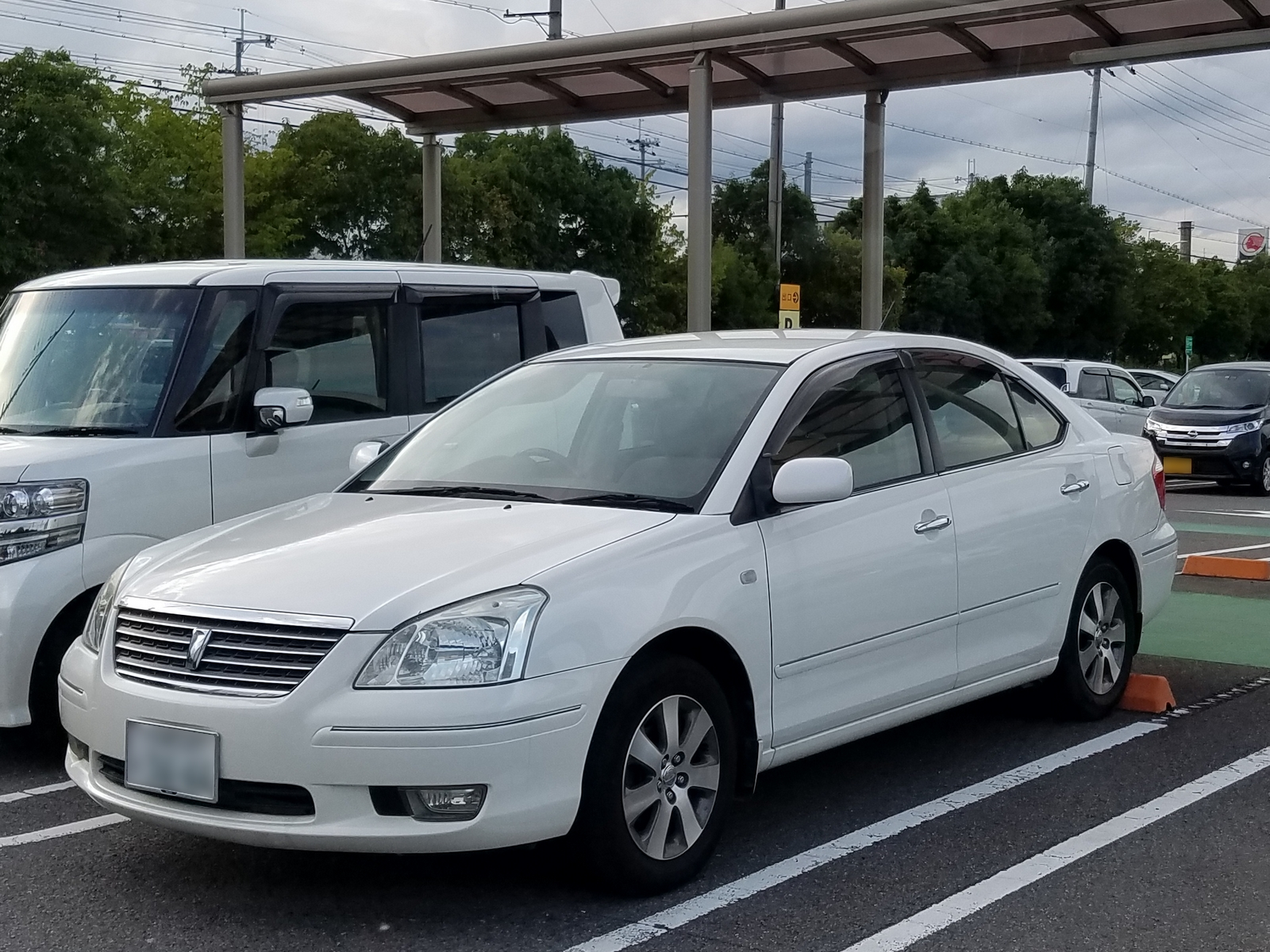

Перше покоління Premio та Allion було випущено 25 грудня 2001 року. Седан Premio має більш елегантний підхід порівняно з Allion, який орієнтований на молодих покупців. Premio та Allion мають однакові двигуни та інтер’єр. Allion може оснащуватися передніми спойлерами та крилами багажника, розташованими ззаду, а також частинами кузова з ефектом ґрунту, які спеціально розроблені та продаються Toyota, щоб покращити зовнішній вигляд автомобіля. Allion також оснащено задніми сидіннями з можливістю нахилу (подібно до передніх сидінь). Allion продовжує традицію Toyota, випускаючись у версіях для таксі, автошколи та для правоохоронних органів.
20 грудня 2004 року Premio отримав скромний оновлений стиль із впровадженням світлодіодних задніх ліхтарів. Allion також отримав оновлення в той же час.

Обидва автомобілі пропонувалися з трьома розмірами двигуна; 1,5-, 1,8- та 2,0-літрові. 2,0-літрова модель отримала CVT; менші двигуни були оснащені автоматичною коробкою передач з чотириступінчастим гідротрансформатором.

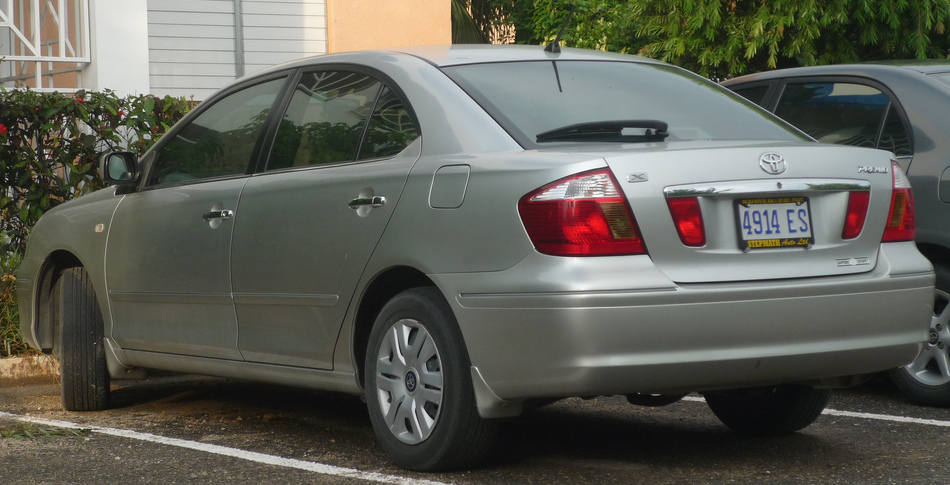
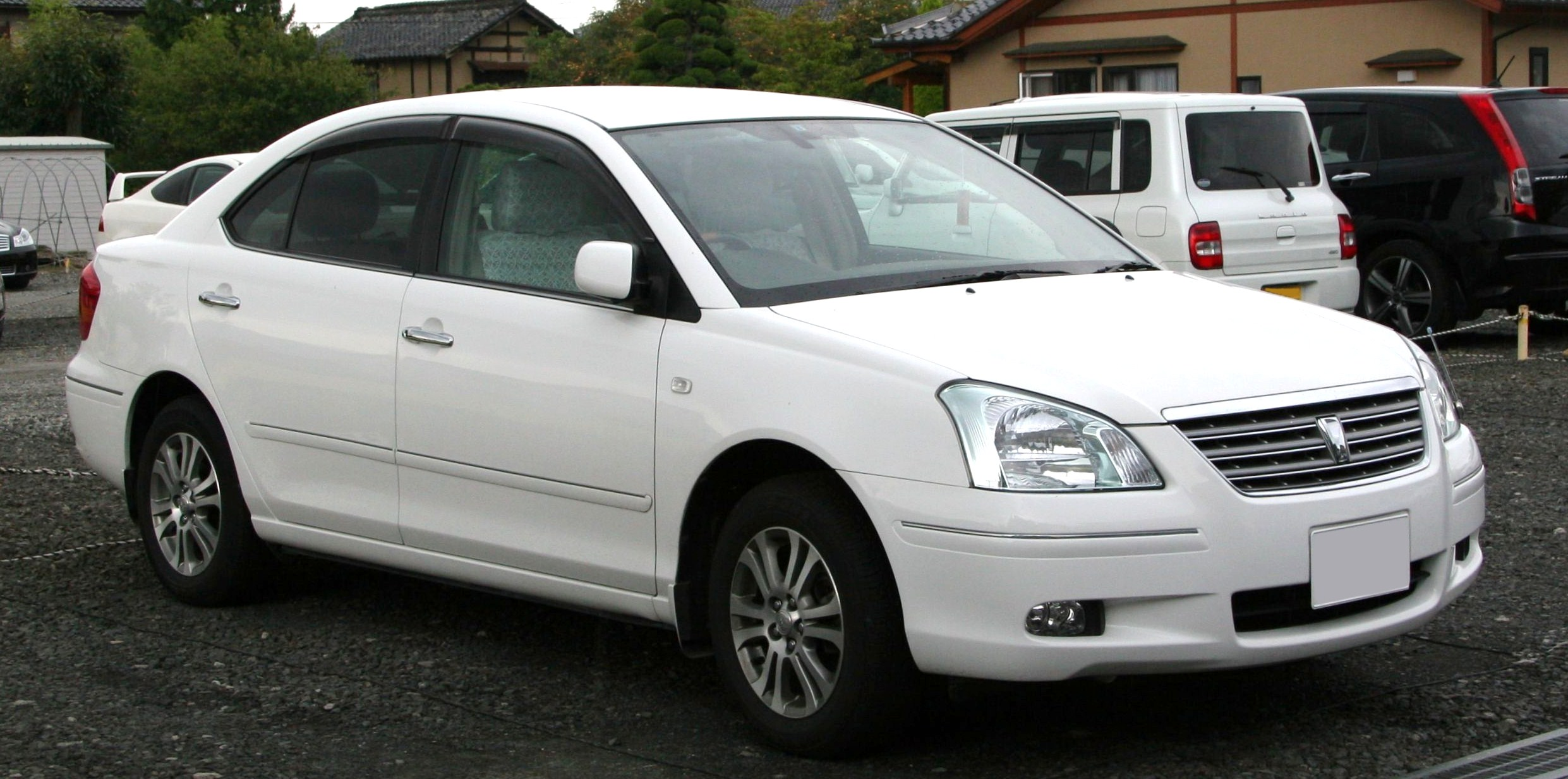
2004 Toyota Premio
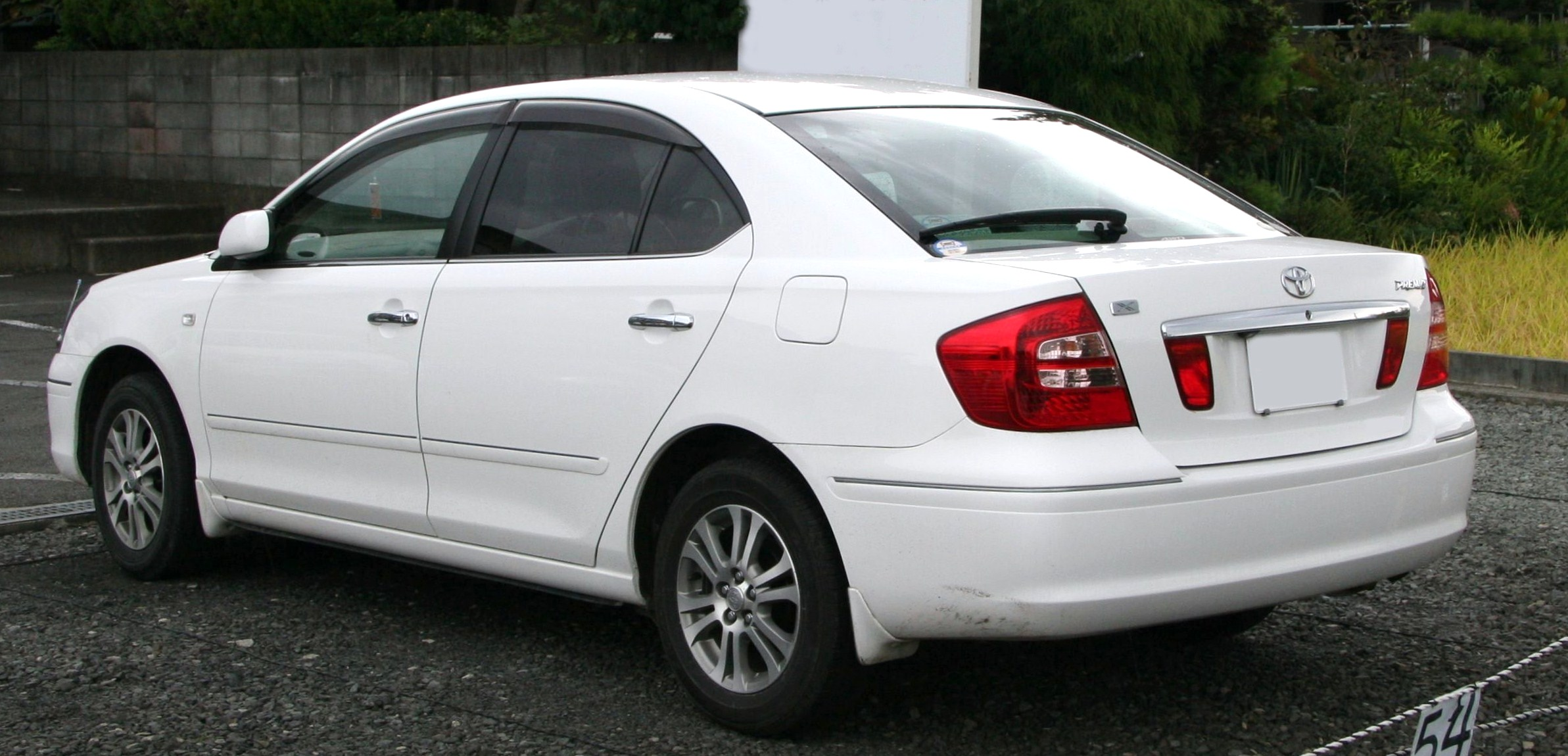
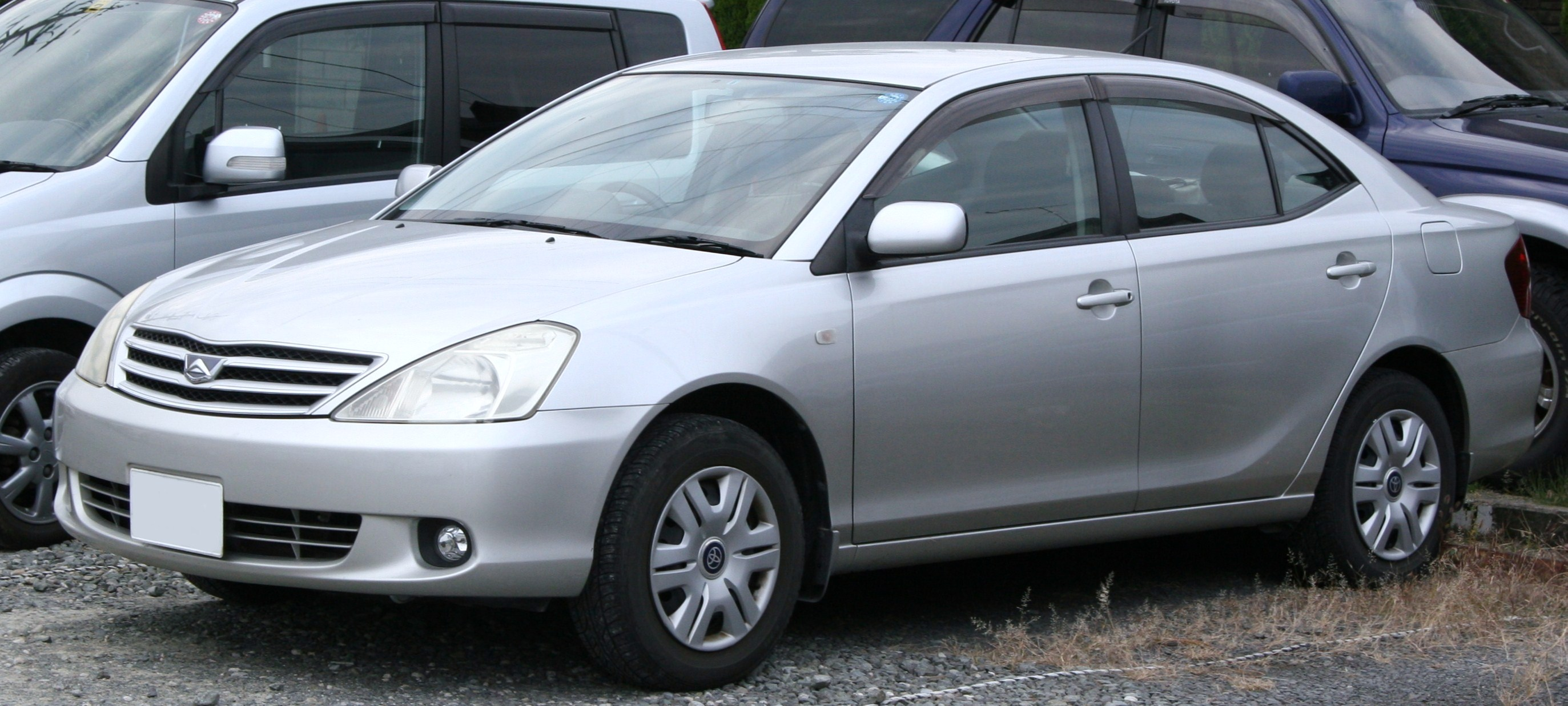
2001 Toyota Allion
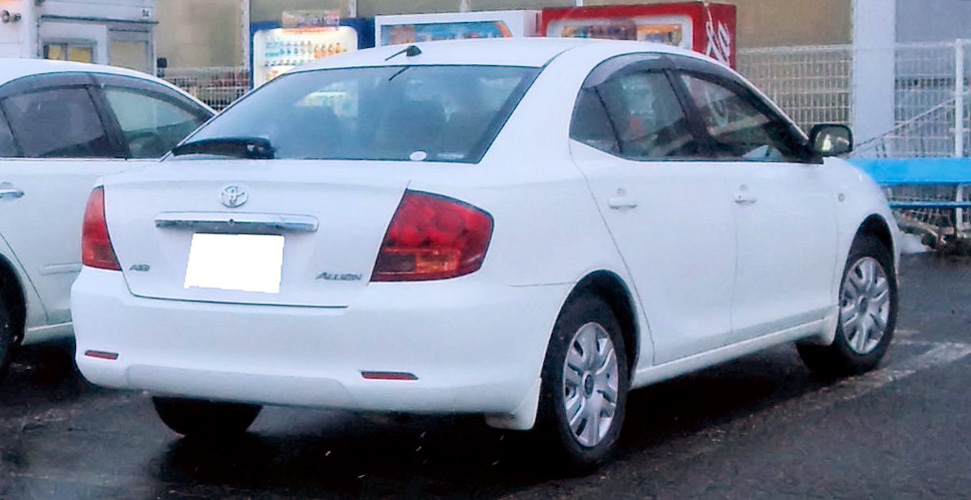
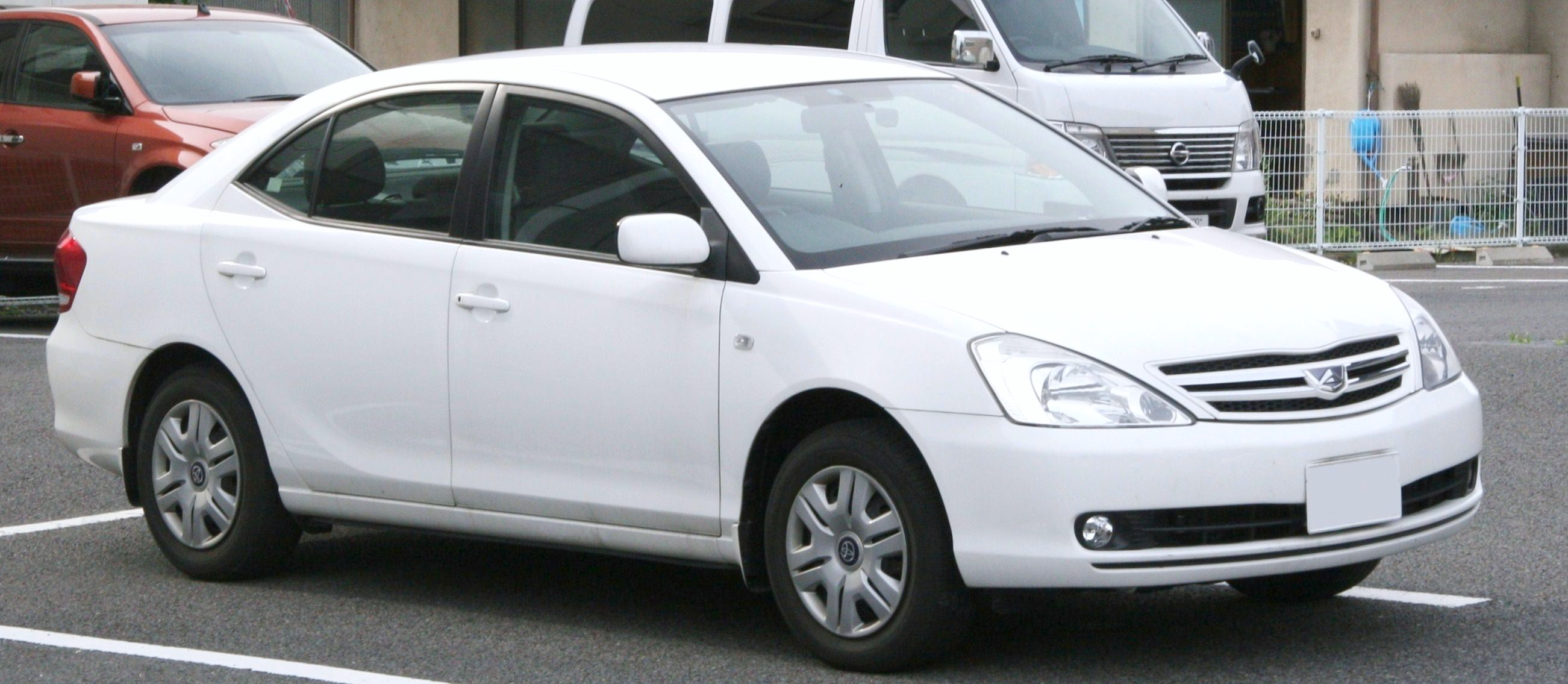
2004 Toyota Allion
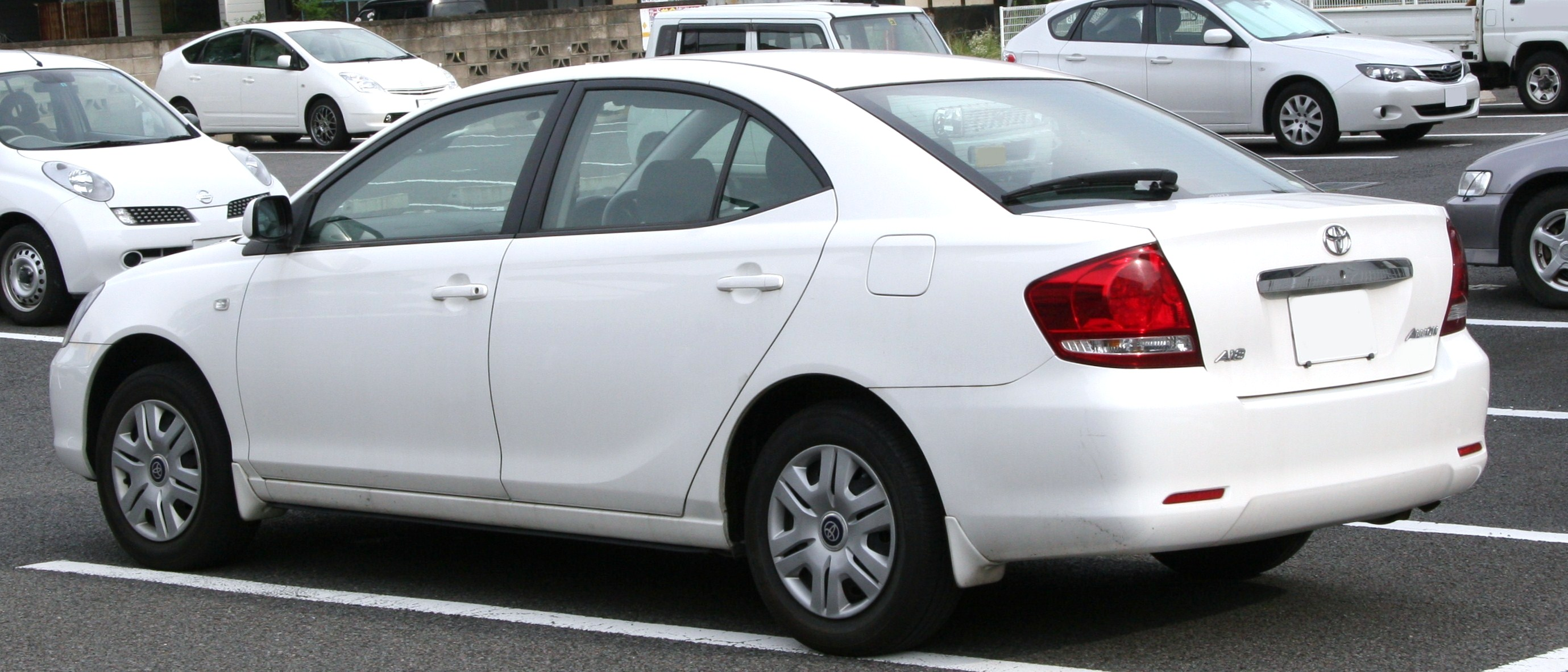

## Друге покоління (T260; 2007)

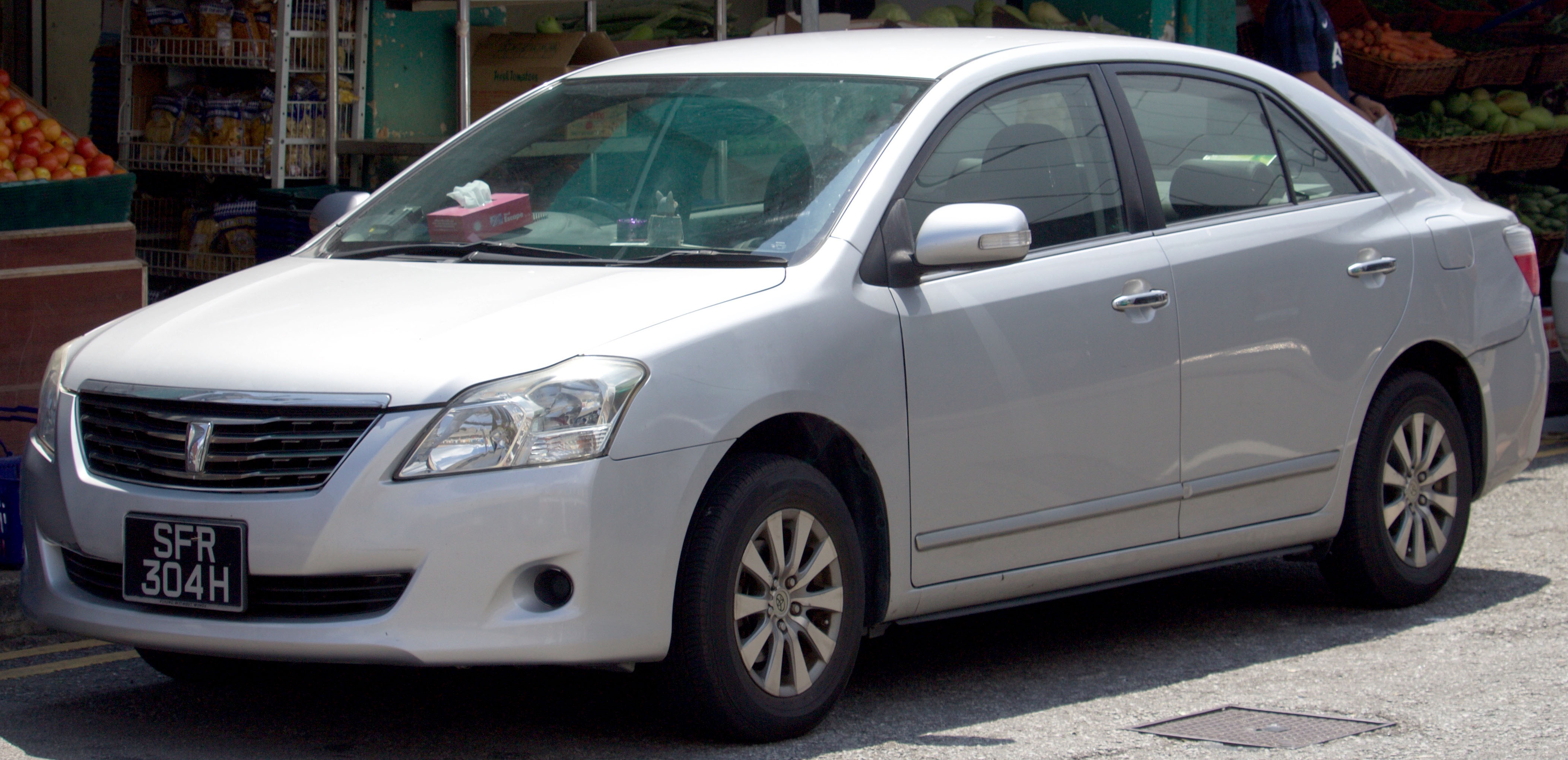

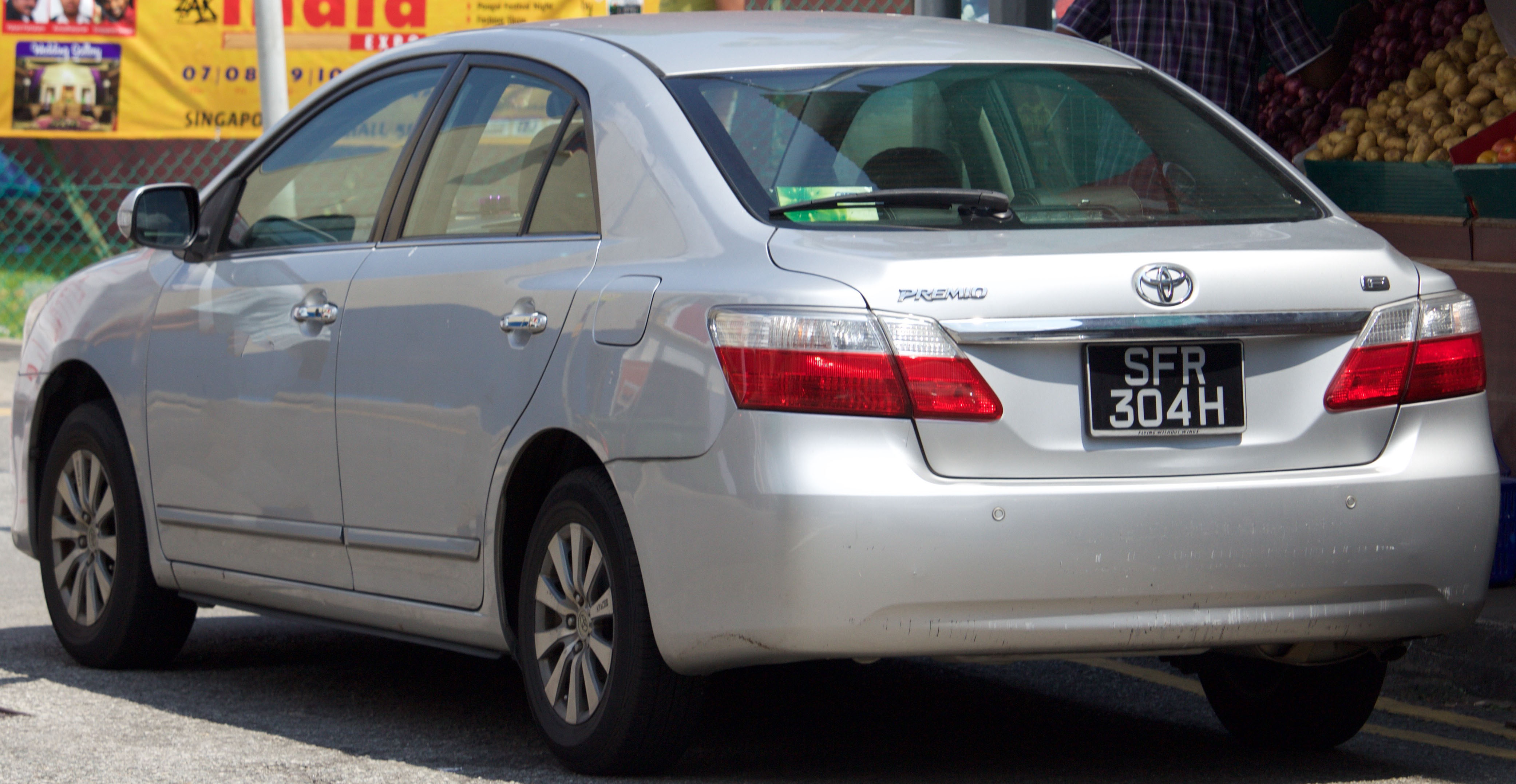

Друге покоління Premio та Allion було представлено 4 червня 2007 року, при цьому Toyota продовжує пропонувати модифікації зовнішнього вигляду в місцевих дилерських центрах. Ці автомобілі продовжували заповнювати прогалину між Corolla і Camry. G-BOOK був у списку додаткових функцій. Premio отримав включення світлодіода в блок задніх ліхтарів. Інші зміни включали інтелектуальну систему входу та запуску, кольоровий монітор заднього виду та систему навігації на жорсткому диску, сумісну з телематичним сервісом G-Book mX. 
Повний привід пропонувався на автомобілях, оснащених 1,8-літровим двигуном 2ZR-FE. 2,0-літровий клапанний двигун 3ZR-FAE був доступний у січні 2008 року, скорочуючи викиди на 75 відсотків від рівня, необхідного японськими стандартами викидів 2005 року , а також досягаючи на 20 відсотків кращої економії палива, ніж того вимагають стандарти споживання палива 2010 року. Трансмісія була Super CVT-i.  Опція 2,0-літрового двигуна була припинена в липні 2020 року. 
Показники споживання палива для 1,5-літрових моделей було покращено до 18 км/л, а для 1,8-літрових моделей було покращено до 17 км/л, обидва типи тепер оснащені CVT. З 2 жовтня 2009 року споживання палива для 1,5-літрових моделей було додатково зменшено до 18,6 км/л завдяки вдосконаленню двигуна, трансмісії та керування генератором.

1 грудня 2020 року Toyota оголосила про припинення виробництва Premio та Allion з березня 2021 року. Це означало кінець лінійки Corona, яка вперше була представлена в 1957 році.

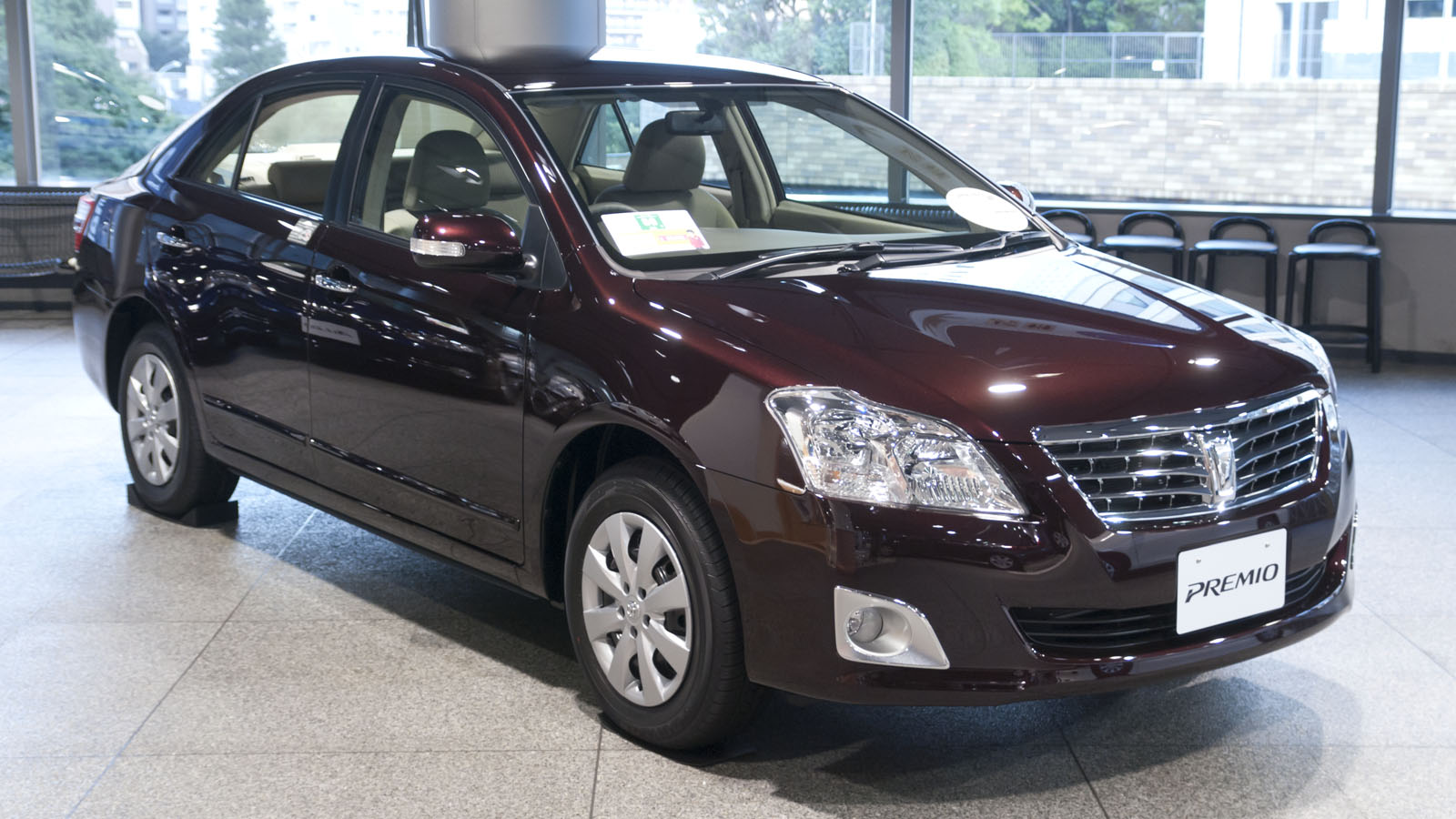
2010 Toyota Premio
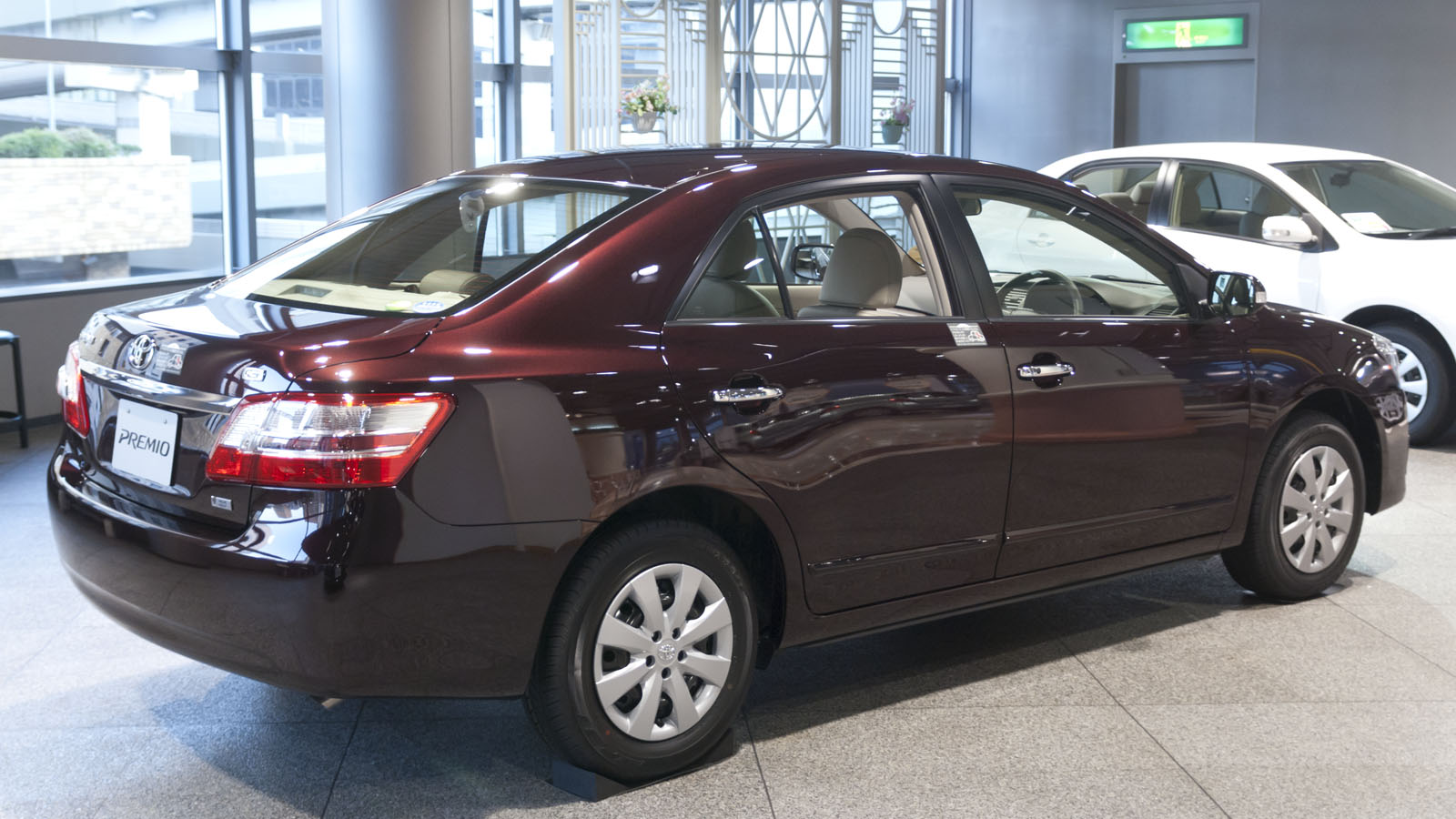
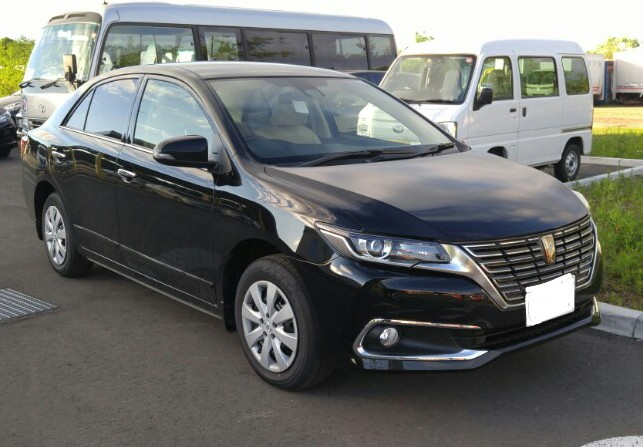
2016 Toyota Premio
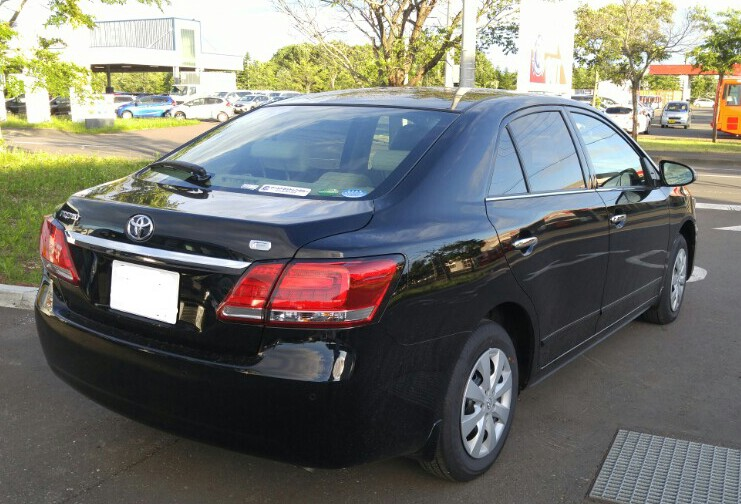
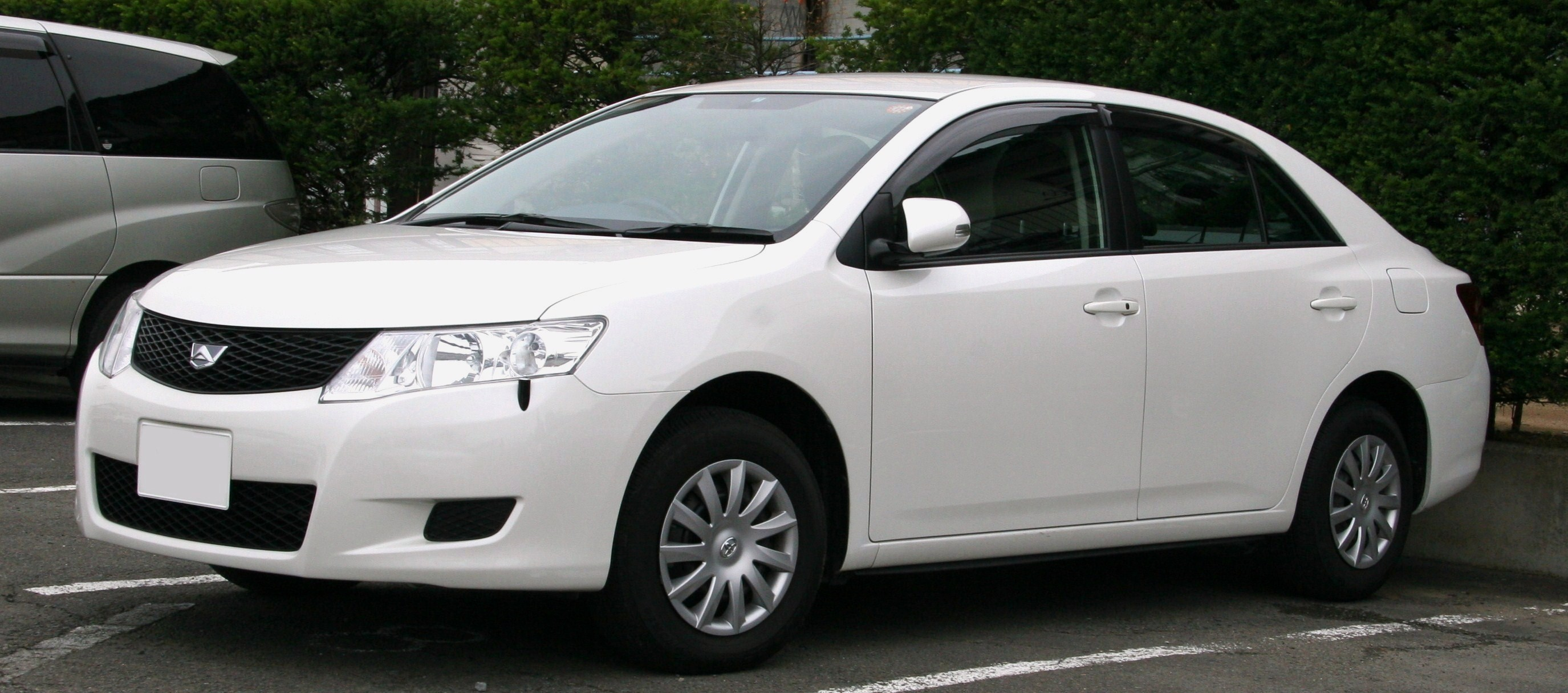
2007 Toyota Allion
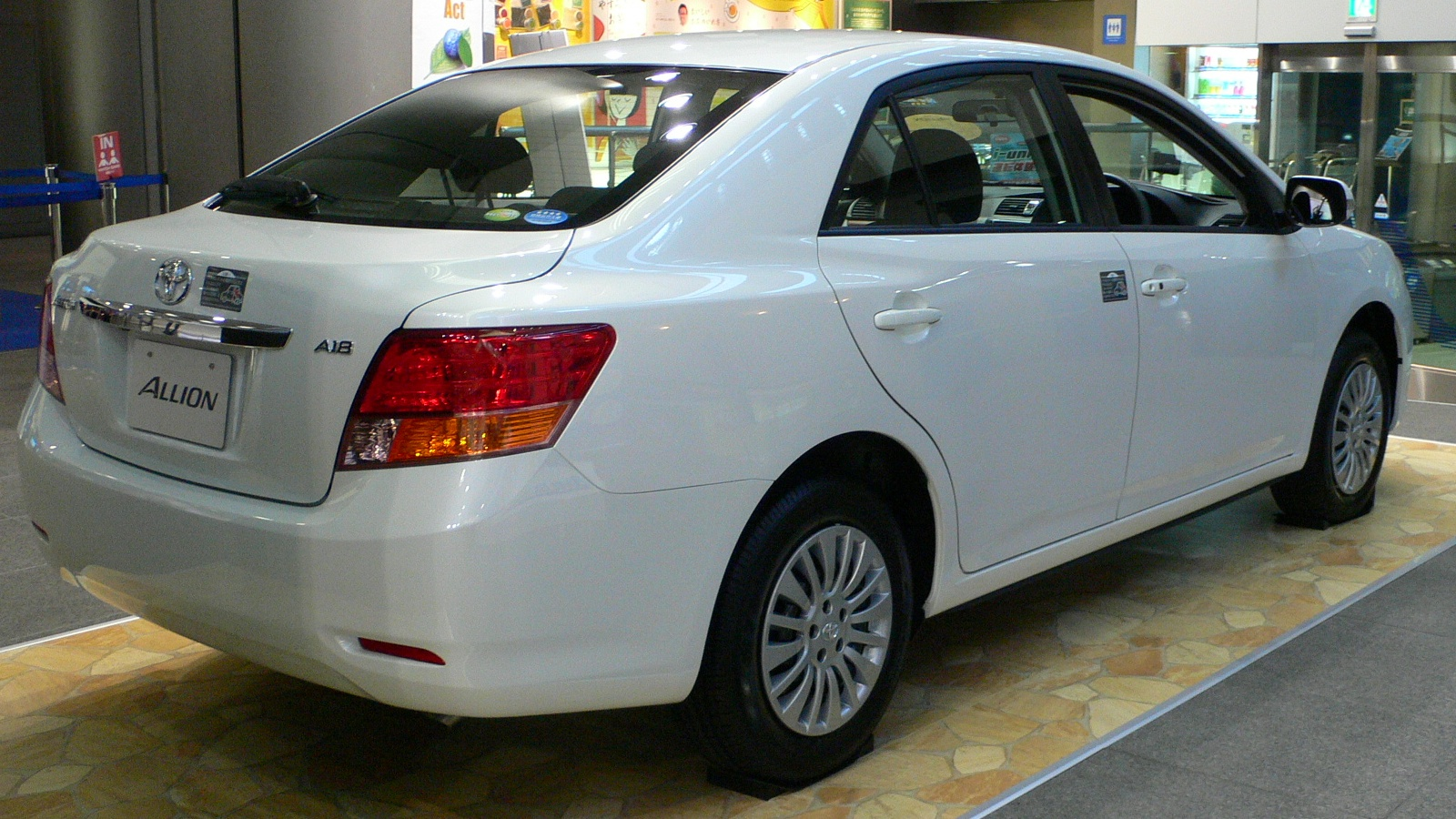
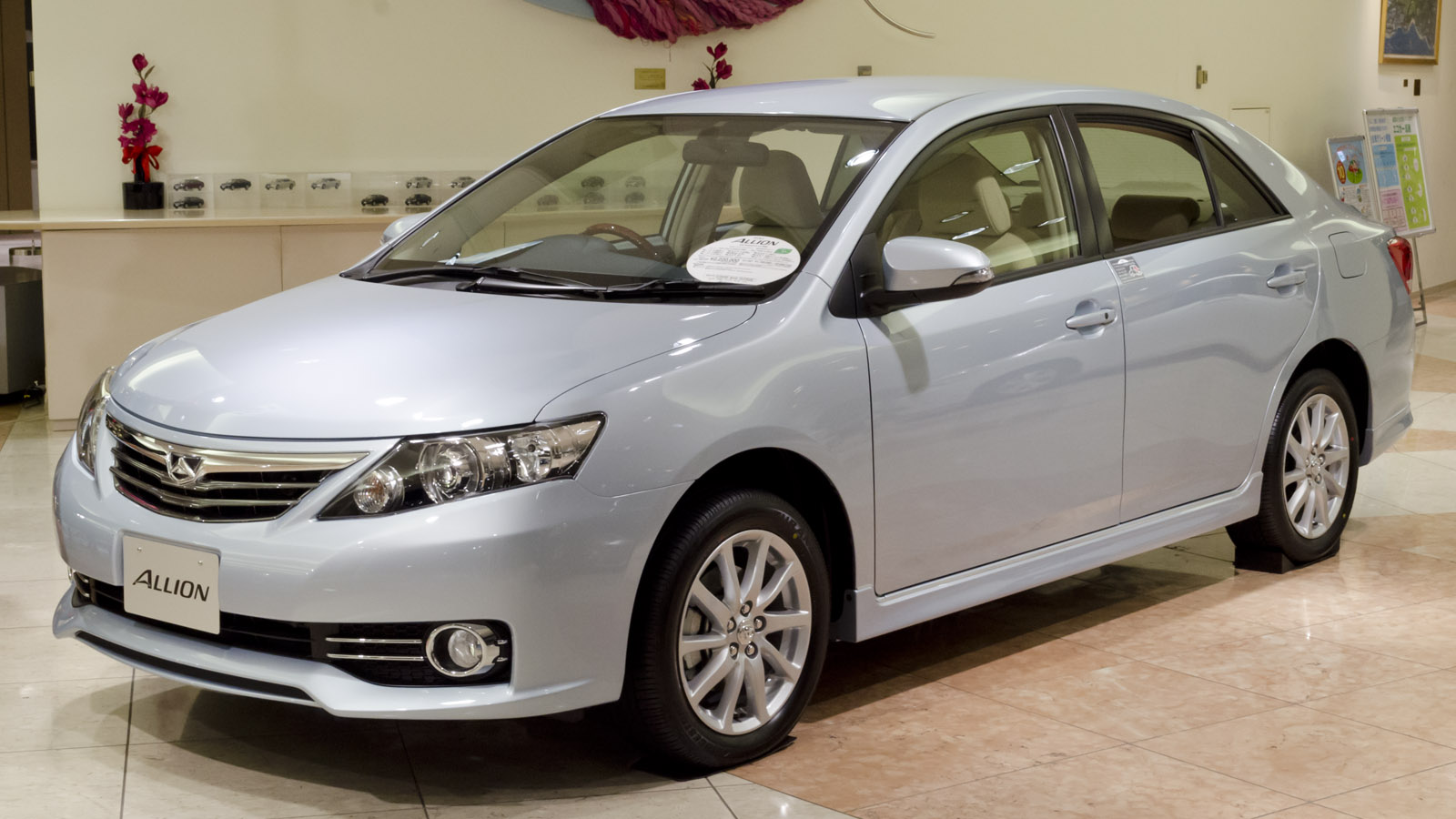
2010 Toyota Allion
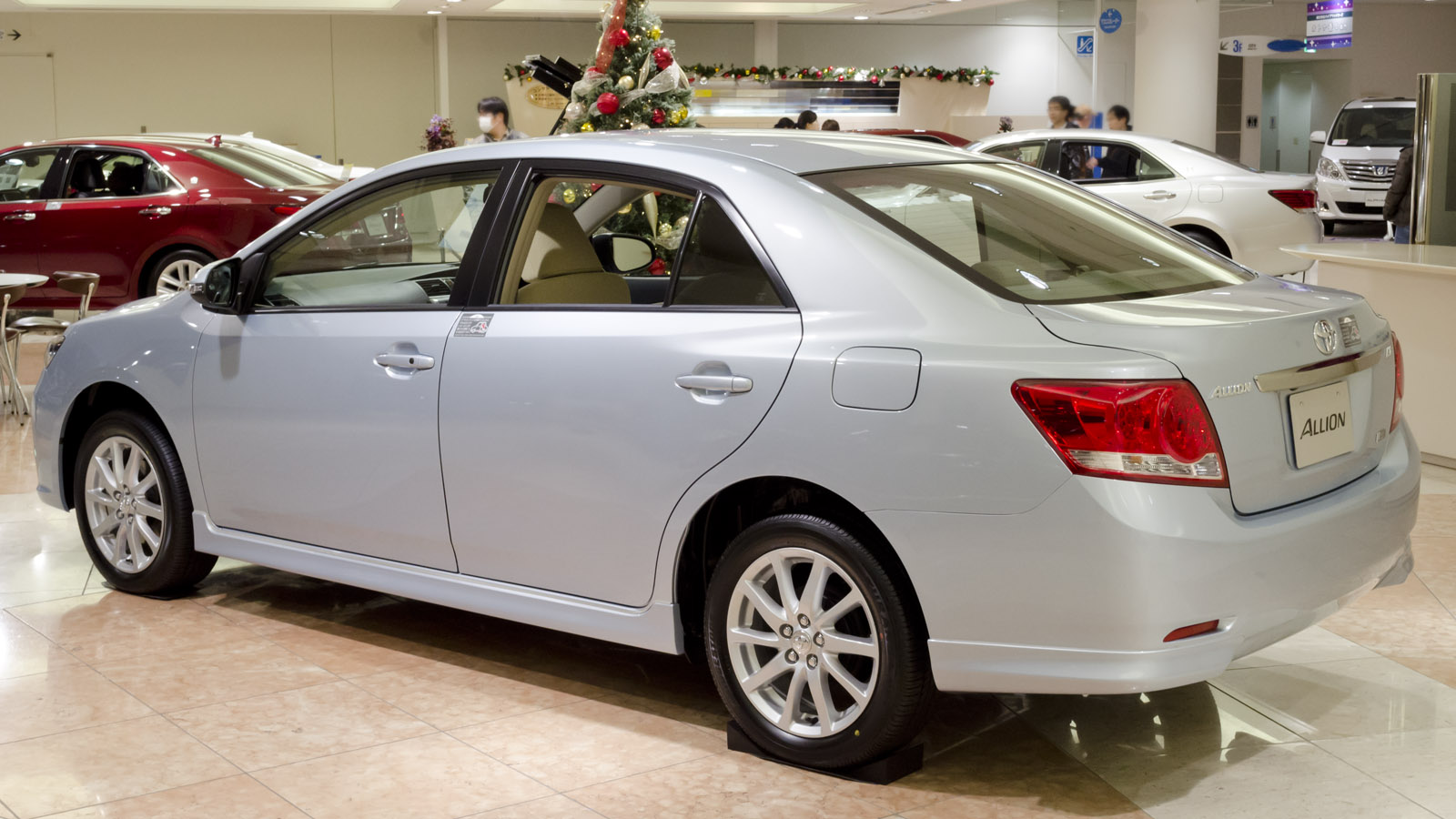
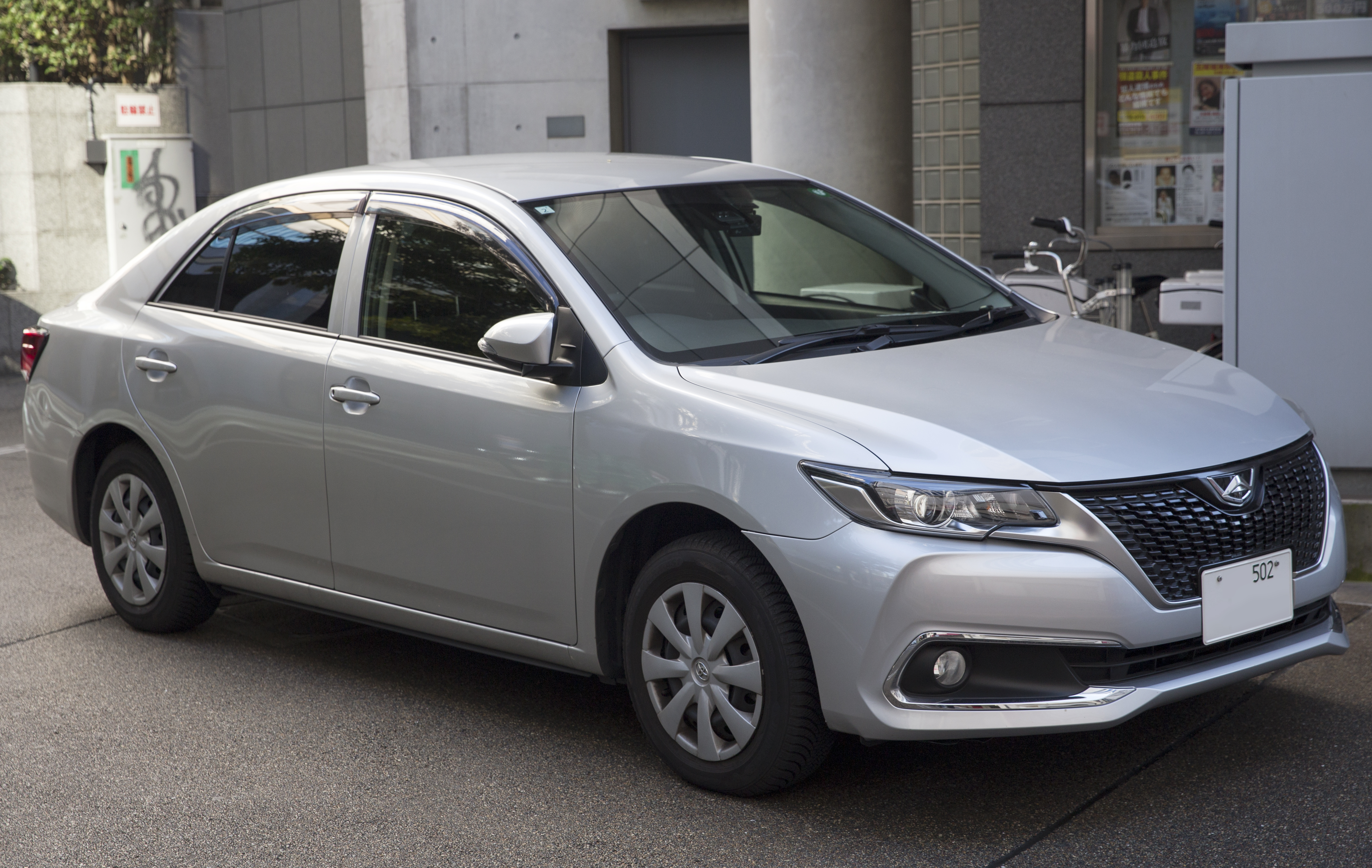
2016 Toyota Allion
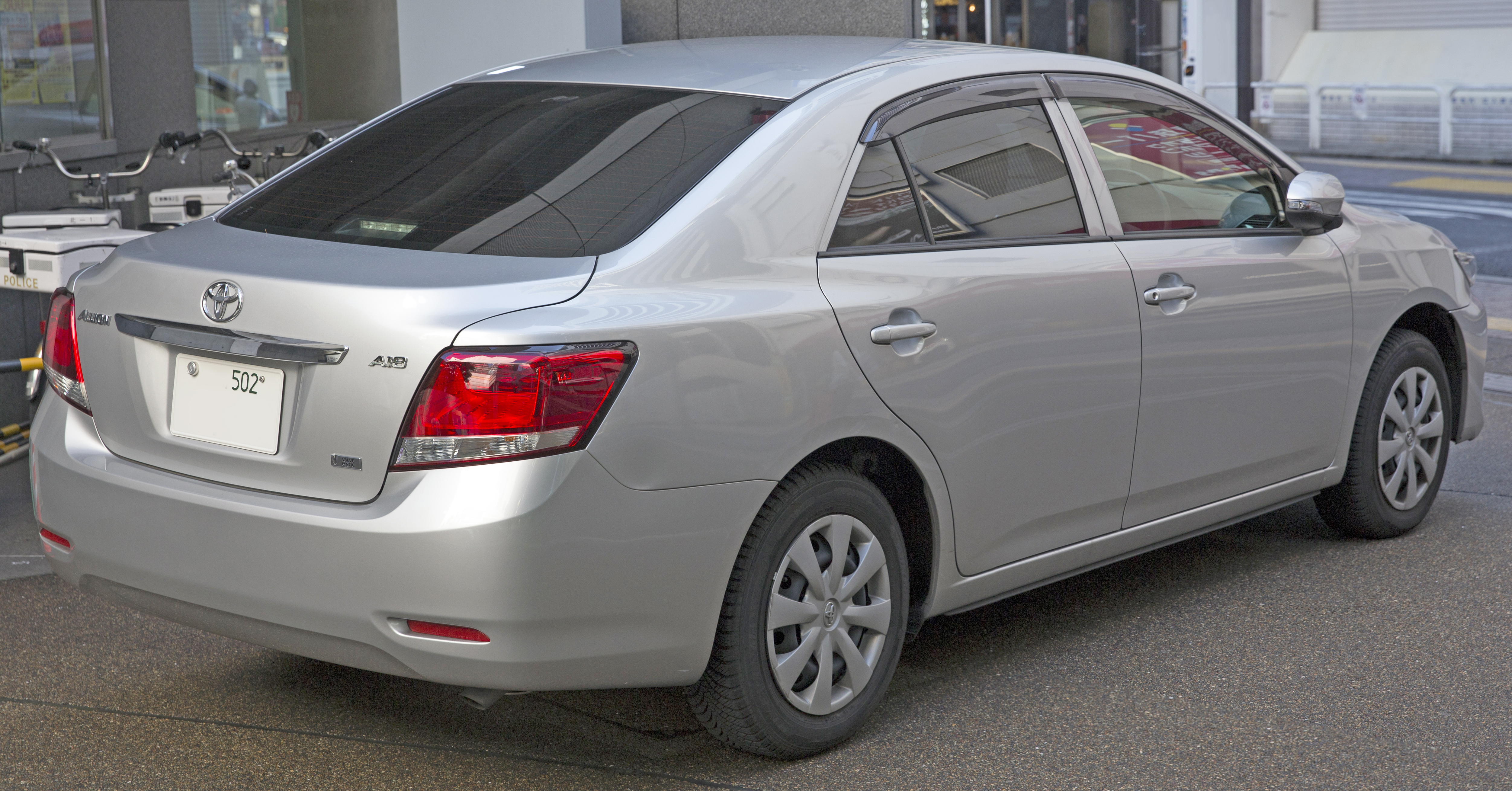

## Китайський ринок (E210; 2021)

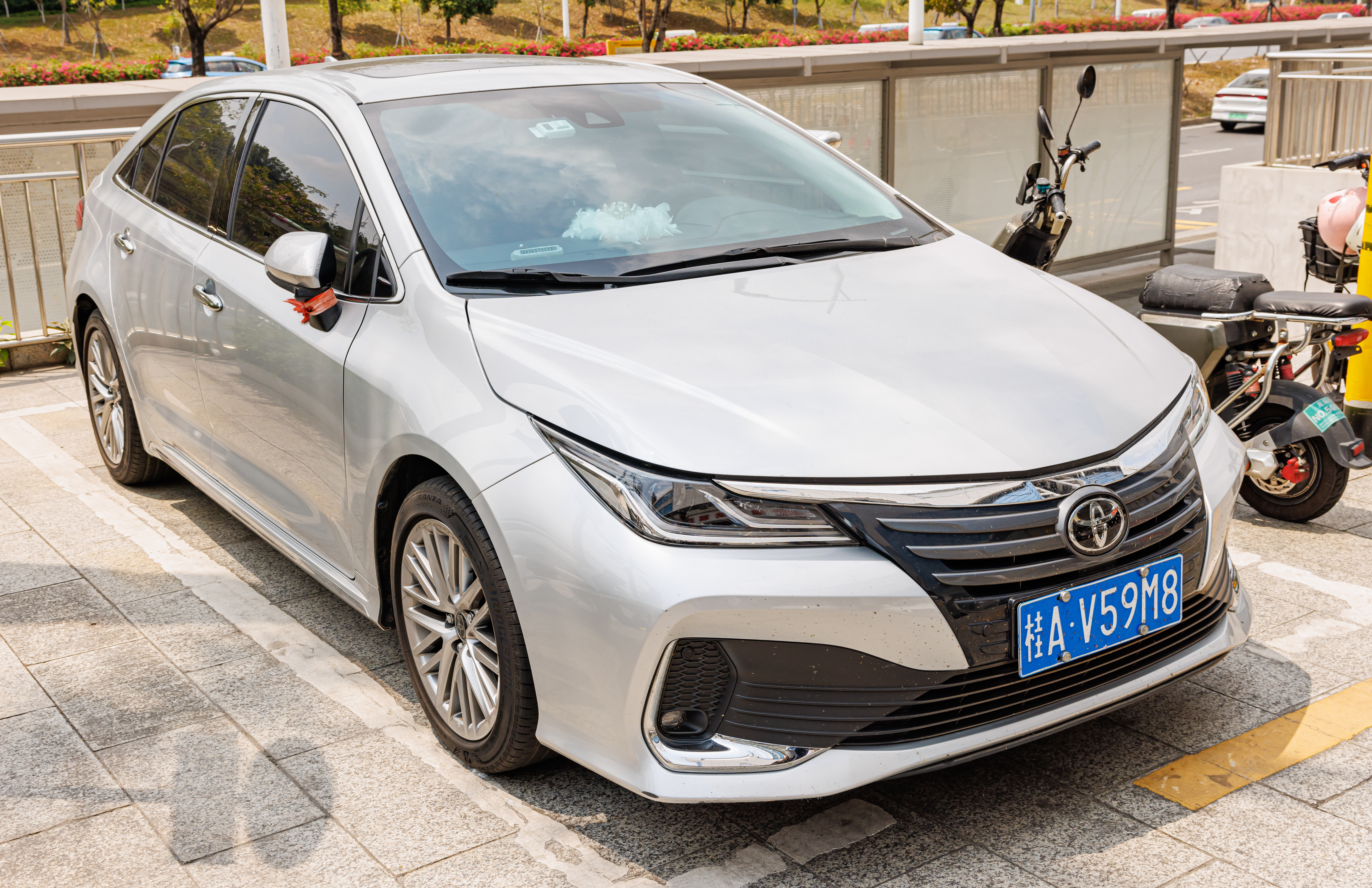
Toyota Allion (E210)

Назва Allion також використовується як подовжена колісна база для Corolla серії E210 для китайського ринку. Представлений на автосалоні в Гуанчжоу в листопаді 2020 року Allion для китайського ринку розроблений спільним підприємством FAW Toyota.  
Колісна база розтягнута до 2750 мм, а довжина кузова — до 4720 мм. Більші розміри означали, що Allion в модельному ряді знаходиться між Corolla та Avalon. 